# Madre del timón
En náutica, la madre del timón es junto a la pala del timón, una de las partes que forman el timón. Es la pieza que lleva los machos y que constituye la parte más próxima al codaste.

## Historia
Antiguamente, la madre de timón se labraba de madera fuerte, y formaba por sí sola el largo del timón que se extendía desde la cara inferior del talón de la quilla hasta doce o dieciocho pulgadas más arriba de la cabeza del codaste. La pala, por lo regular, era de madera ligera, compuesta de varias piezas que se llaman azafranes, y su largo no acompañaba a la madre sino desde el pie del timón hasta ocho o diez pulgadas más arriba de la línea de flotación. El ancho de la madre y la pala del timón era hasta su pie de una pulgada y media por pie del mayor ancho o manga del buque. Este ancho total del timón disminuía proporcionalmente a su largo, de modo que al nivel de la flotación no tenía más que los tres cuartos de su mayor ancho, y hacia esta zona cesaba la pala terminando en un recorte; y al nivel del yugo principal solo tenía la mitad del mayor ancho de su madre, disminución que formaba otro recorte superior al primero. Pero si dicha pala se construía a la inglesa, no tenía recorte alguno por seguir con la madre. El timón entonces venía a terminar a su altura señalada, y tenía en su cabeza un escuadreo igual al tercio del mayor ancho de su madre.